# Hartenbach (Wied)
Der Hartenbach ist ein gut drei Kilometer langer linker und südlicher  Zufluss der Wied im rheinland-pfälzischen Westerwaldkreis.

## Verlauf
Der Hartenbach entspringt auf einer Höhe von etwa 413 m ü. NN bei Hohenborn in der Flur Auf der Heide. Er unterquert zunächst die B 8, fließt dann etwa achthundert Meter parallel zu einem weiteren Quellast in nördlicher Richtung durch eine Waldwiesenlandschaft und vereinigt sich danach in der Flur Im Bremenstall mit dem  zweiten, etwas kleineren Quellbach. Kurz darauf wird er erst rechts, dann links von zwei kleinen Bächlein gespeist. Der Hartenbach fließt nun durch die Waldflur In der obersten Hartenbach westlich am Hof Salzberg vorbei. Südlich der Flur Auf Zansbruch verstärkt ihn von rechts ein Zufluss. Er läuft nun zwischen die Flure In der untersten Hartenbach und Auf der Hansenwies. Dort erhält er auf seiner rechten Seite einen weiteren Zulauf. Sein Weg führt nun durch Nadelwald in nordwestlicher Richtung rechts an den Flur Im Wolfssprung und links an In der Eichenfeldwiese vorbei. Bei Im Eichenfeld fließt ihn auf der linken Seite ein weiteres Bächlein zu. Der Hartenbach bewegt sich nun am westlichen Fuße des Köpfchen (425,2 m ü. NN) durch die Welchenau und mündet er schließlich knapp einen Kilometer westlich von Steinebach an der Wied auf einer Höhe von etwa 344 m ü. NN von links in die Wied.

## Bilder

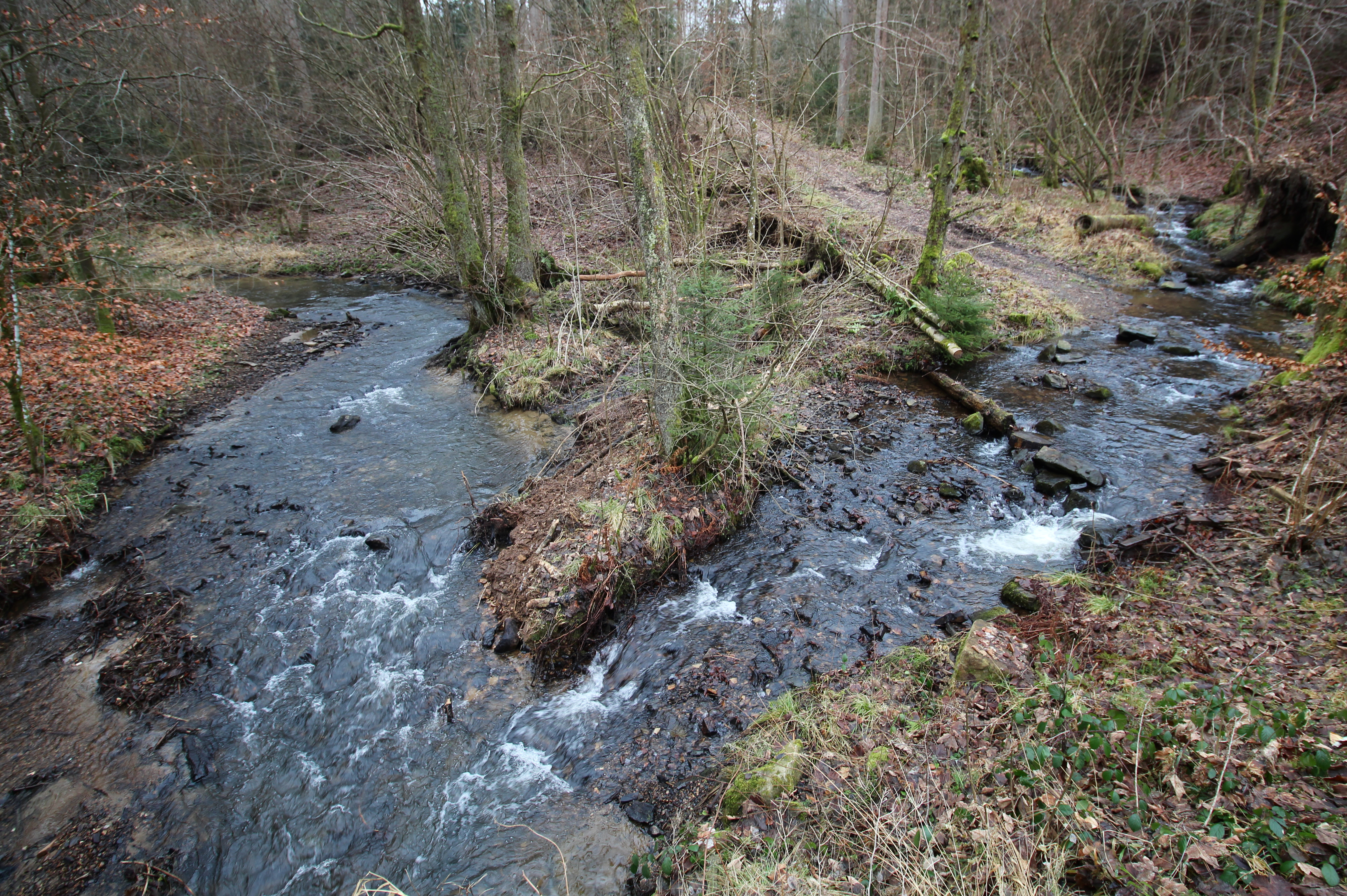
Der Zufluss des Hartenbach (rechts) in die Wied
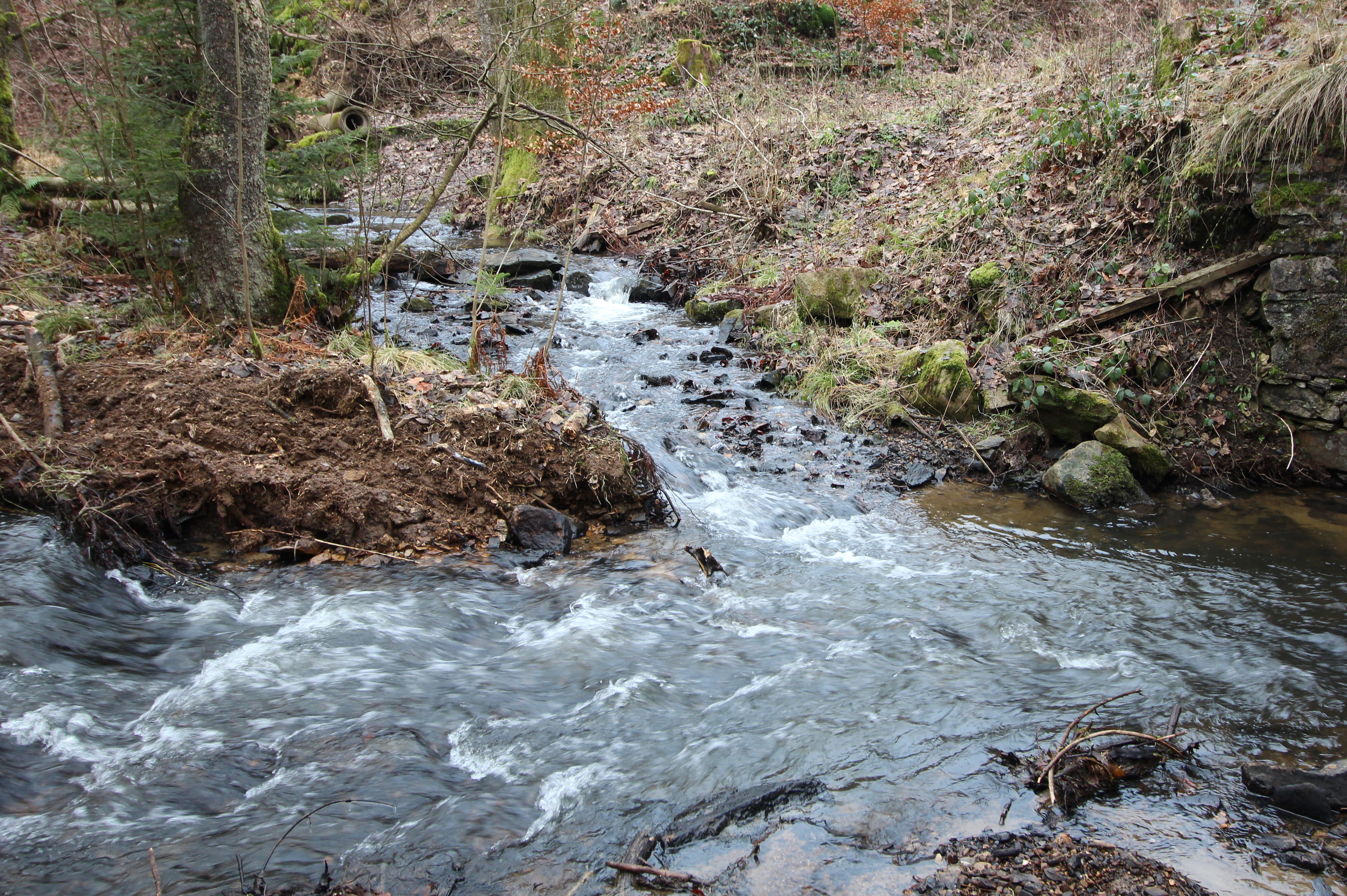
Der Zufluss des Hartenbach (oben) in die Wied
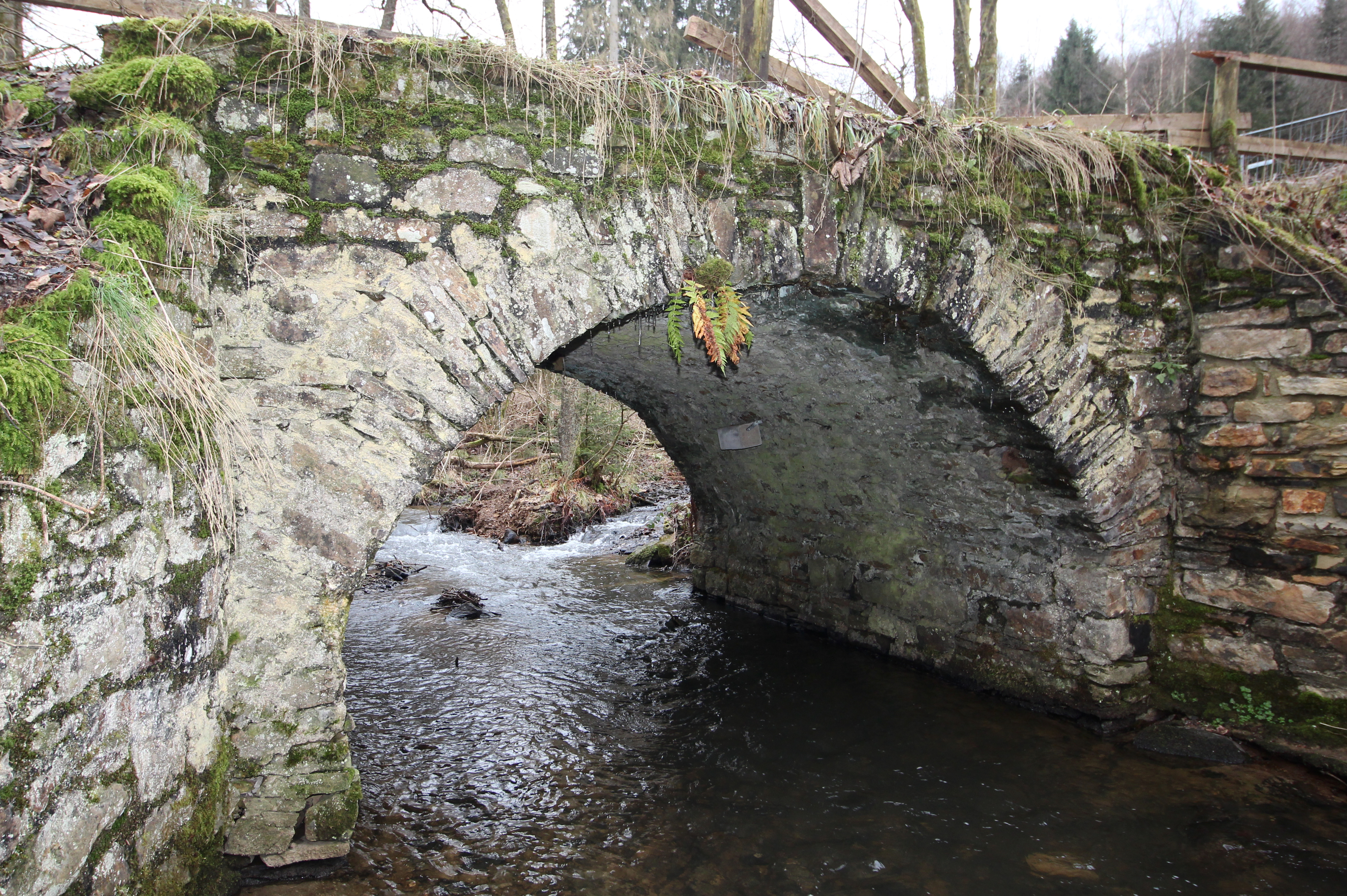
Der Zufluss des Hartenbach (rechts) vor der Wiedbrücke westlich von Steinebach